# Pușcă cu repetiție „Lebel”, model 1886 M93
Pușca cu repetiție „Lebel”, model 1886 M93 a fost o armă individuală de infanterie de calibrul 8 mm, cu încărcare manuală, aflată în înzestrarea Armatei Franceze și a altor armate, în perioada Primului Război Mondial și în perioada interbelică. Pușca a fost utilizată și de Armata României, începând cu campania din anul 1916, fiind achiziționate în total un număr de 262.302 de bucăți. :p. 56

## Principii constructive
Pușca Lebel era o armă portativă neautomată, destinată tragerii la distanțe medii și mari. Avea țeavă ghintuită, zăvorâtă cu închizător manual. Sistemul de alimentare era cu acționare manuală și încărcător tip sector cu 8 cartușe. Evacuarea tuburilor trase se făcea printr-un orificiu din cutia culatei, cu ajutorul unui mecanism extractor cu gheară. 